# Moskenesøy
Moskenesøy, respektive Moskenesøya, což v norštině znamená ostrov Moskenes, je ostrov za severním polárním kruhem v jižní části souostroví Lofoty, které náleží Norsku. Spadá pod kraj (norsky fylke) Nordland a administrativně je území členitého ostrova rozděleno mezi obce Moskenes, jejímž správním střediskem je Reine se zhruba třemi sty obyvatel, a obec Flakstad. Nejvýše položeným místem ostrova je hora Hermannsdalstinden (1029 m n. m.). S rozlohou 184,475 km² je třetím největším ostrovem souostroví Lofoty po ostrovech Austvågøy a Vestvågøy a celkově zaujímá v pořadí 22. místo mezi největšími ostrovy Norska.

## Lofotský národní park
V červnu roku 2018 byl na západním pobřeží ostrova Moskenesøy vyhlášen Národní park Lofotodden. Národní park má celkovou rozlohu 99 km², z níž 13 km² tvoří místní zátoky a fjordy. Národní park byl oficiálně otevřen za účasti norského ministra pro klima a životní prostředí 9. června 2019.

## Galerie
|       |        |                                      |                                         |
| Reine | Hamnøy | Norwegian Telecom Muzeum v Sørvågenu | Rybářská vesnička a skanzen Å i Lofoten |